# Dhani Jones
Dhani Makalani Jones (San Diego, 22 de febrero de 1978) es un ex linebacker de fútbol americano que jugó durante once temporadas en la NFL. Jugó fútbol americano universitario para los Michigan Wolverines, ganando los honores All-Big Ten durante tres temporadas consecutivas. Fue seleccionado por los New York Giants en la sexta ronda del Draft de la NFL de 2000 y jugó para el equipo durante cuatro temporadas. Jones también jugó para los Philadelphia Eagles y los Cincinnati Bengals. Además de su carrera futbolística, Jones presentó la serie de Travel Channel Dhani Tackles the Globe, el programa de VH1 Ton of Cash y la serie de CNBC Adventure Capitalists.

## Primeros años
Jones asistió a la escuela secundaria en Cabin John Middle School en Potomac, Maryland donde jugó baloncesto. Como estudiante de último año en Winston Churchill High School en Potomac, Jones fue seleccionado por All-Met, All-Western Region y All-County, y también fue clasificado como el quinto mejor prospecto de apoyador en la Región de la Costa Atlántica a pesar de perderse la mayoría de los partidos regulares. temporada con una ruptura de disco que se lesionó trabajando para Penn State a principios del verano. Jones también fue un luchador universitario en la escuela secundaria, así como miembro del equipo de atletismo de su escuela secundaria.

## Carrera universitaria
En la Universidad de Míchigan, Jones fue galardonado en tres ocasiones con el All-Big Ten. En su segundo año, Jones comenzó nueve juegos como apoyador y terminó segundo en el equipo con 90 tacleadas y seis capturas, jugando junto al ganador del Trofeo Heisman Charles Woodson en el equipo campeón nacional de Michigan en 1997. Como junior en 1998, Jones comenzó como apoyador y terminó con 72 tacleadas. Jones pasó a ser apoyador lateral fuerte en su último año en 1999 y terminó segundo en el equipo con 81 tacleadas.
Jones fue miembro de Alpha Phi Alpha y es un iniciado del capítulo de Epsilon en la Universidad de Míchigan.

## Carrera profesional

### New York Giants
Jones fue seleccionado por los New York Giants en la sexta ronda del Draft de la NFL 2000 con la 177ª selección general. Jugó con el equipo hasta 2003.

### Philadelphia Eagles
Los Philadelphia Eagles adquirieron a Jones de los Giants como agente libre en 2004. Durante la temporada de Jones con los Eagles, comenzó en el Super Bowl XXXIX. El 30 de abril de 2007, los Eagles liberaron a Jones.

### New Orleans Saints
El 6 de julio de 2007, Jones firmó con los New Orleans Saints, donde se pensaba que podía presionar por un puesto titular. Jones, sin embargo, fue liberado el 1 de septiembre de 2007 durante los recortes finales de la lista.

### Cincinnati Bengals
El 19 de septiembre de 2007 Jones firmó un contrato de un año con los Bengals. En la temporada baja de 2008, Jones firmó un contrato de 3 años para regresar a los Bengals. Después de la temporada 2010, el contrato de Jones expiró y no se le emitió un nuevo contrato, por lo que se convirtió en agente libre. Jones se jubiló en octubre de 2011.

## Carrera post-deportiva
En 2010, Jones abrió Bow Tie Cafe en el histórico barrio de Mount Adams de Cincinnati, que vende café, bebidas y sándwiches. Jones es socio de VMG Creative, una agencia creativa de la ciudad de Nueva York, con clientes como Michael Kors, Capital One, Estee Lauder, P&G.
Jones fundó una agencia creativa, Proclamation, con sede en Cincinnati, y es presidente de Qey Capital Partners, un fondo de inversión, ambos con sede en Cincinnati. Jones es el director ejecutivo de Petram Data, una empresa que utiliza modelos de inteligencia artificial previamente capacitados para reducir el gasto en marketing y mejorar la retención de clientes.
El 7 de junio de 2011, publicó su libro, The Sportsman: Unexpected Lessons from an Around-the-World Sports Odyssey. El libro habla de sus experiencias en el fútbol, los viajes y la vida en general.

## Vida personal
Además de su destreza como atleta profesional, Jones ha demostrado una variedad de habilidades fuera del campo. Jones fundó una empresa que vende corbatas de lazo de alta gama y también escribe reseñas de películas y comentarios para Page2 en ESPN.com. Jones también es un ciclista ávido, que usa su bicicleta de piñón fijo para ir a las prácticas y los juegos durante todo el año.
Jones está comprometido con varias organizaciones benéficas y sin fines de lucro de Cincinnati. Entre otros puestos, se desempeña en las juntas directivas de Breakthrough Cincinnati y el Museo de Arte de Cincinnati. Jones fundó una organización filantrópica, BowTie Cause, en 2010.

## Televisión
- Dhani Tackles the Globe (2009-2010) - Anfitrión - Travel Channel.[15]
- Atemporal - Anfitrión - ESPN.
- Ton of Cash (2011) - Anfitrión - VH1.
- GT Academy (2012-2014) - Presentador - Spike TV.
- Spartan: Ultimate Team Challenge (2016-2017) - Anfitrión - NBC.
- Adventure Capitalists (2016–) - Anfitrión - CNBC.